# Alberto Berasategui
Pour les articles homonymes, voir Berasategui.
Alberto Berasategui, né le 28 juin 1973 à Bilbao au Pays basque, est un ancien joueur de tennis professionnel espagnol spécialiste de la terre battue. Il a atteint notamment la finale des Internationaux de France de tennis en 1994 contre son compatriote Sergi Bruguera.

## Carrière
En 1994, le natif de Bilbao gagne sept tournois sur terre battue et participe aux Masters. Son jeu est alors ahurissant, il frappe quasiment toutes les balles avec son coup droit surpuissant et avec une prise de raquette jamais vue avant. Il utilise la même face du tamis aussi bien en coup droit qu'en revers, imitant en cela l'Américain Donald Budge, qui avait hérité cette technique de la pratique du baseball.
Cependant au fil des années, son jeu basé sur une énorme dépense physique lui porte préjudice et il ne réalise jamais une saison à la hauteur de celle de 1994 qui le vit tout près de faire chuter Sergi Bruguera alors réputé quasi invincible sur terre battue. Cette année-là, hormis sur terre battue, il ne gagne que 2 matchs. Le 14 novembre 1994, il atteint son meilleur classement : 7e. En 1996, il remporte le plus long jeu jamais joué, en 28 minutes avec 20 égalités à Casablanca. Il abandonne la compétition en avril 2001 au tournoi de Barcelone.
En 2011, il devient l'entraîneur du joueur espagnol Feliciano López.

## Parcours dans les tournois duGrand Chelem

### Finale (1)
| Année | Tournoi       | Adversaire en finale | Score              |
| 1994  | Roland-Garros | Sergi Bruguera       | 3-6, 5-7, 6-2, 1-6 |

### En simple
| Année | Open d'Australie | Open d'Australie | Internationaux de France | Internationaux de France | Wimbledon       | Wimbledon | US Open         | US Open     |
| ----- | ---------------- | ---------------- | ------------------------ | ------------------------ | --------------- | --------- | --------------- | ----------- |
| 1992  | —                | —                | 1er tour (1/64)          | M. Larsson               | —               | —         | —               | —           |
| 1993  | —                | —                | 2e tour (1/32)           | G. Ivanišević            | —               | —         | 2e tour (1/32)  | R. Krajicek |
| 1994  | —                | —                | Finale                   | S. Bruguera              | —               | —         | 1er tour (1/64) | M. Ondruska |
| 1995  | —                | —                | 3e tour (1/16)           | A. Medvedev              | —               | —         | —               | —           |
| 1996  | —                | —                | 3e tour (1/16)           | C. Pioline               | —               | —         | 2e tour (1/32)  | J. Hlasek   |
| 1997  | 3e tour (1/16)   | D. Hrbatý        | 1er tour (1/64)          | A. Medvedev              | —               | —         | 1er tour (1/64) | W. Ferreira |
| 1998  | 1/4 de finale    | M. Ríos          | 1/8 de finale            | H. Arazi                 | —               | —         | 1er tour (1/64) | T. Muster   |
| 1999  | 1er tour (1/64)  | J. Tarango       | 1/8 de finale            | M. Ríos                  | —               | —         | —               | —           |
| 2000  | 1er tour (1/64)  | F. Vicente       | 1er tour (1/64)          | J. Vaněk                 | 1er tour (1/64) | A. Pavel  | —               | —           |

N.B. : à droite du résultat se trouve le nom de l'ultime adversaire.

### En double
| Année | Open d'Australie                                                                 | Open d'Australie | Internationaux de France                                                         | Internationaux de France | Wimbledon | Wimbledon | US Open                                                                       | US Open |
| ----- | -------------------------------------------------------------------------------- | ---------------- | -------------------------------------------------------------------------------- | ------------------------ | --------- | --------- | ----------------------------------------------------------------------------- | ------- |
| 1997  | —                                                                                | —                | —                                                                                | —                        | —         | —         | 1/8 de finale D. Roditi \|\| style="text-align:left;" \| D. Adams W. Ferreira |         |
| 1998  | 1er tour (1/32) D. Roditi \|\| style="text-align:left;" \| G. Doyle T. Larkham   | —                | —                                                                                | —                        | —         | —         | —                                                                             |         |
| 1999  | —                                                                                | —                | 1er tour (1/32) F. Roig \|\| style="text-align:left;" \| J. Sánchez J. Siemerink | —                        | —         | —         | —                                                                             |         |
| 2000  | 1er tour (1/32) F. Roig \|\| style="text-align:left;" \| T. Shimada M. Wakefield | —                | —                                                                                | —                        | —         | —         | —                                                                             |         |

N.B. : le nom du ou de la partenaire se trouve sous le résultat ; le nom des ultimes adversaires se trouve à droite.

## Parcours dans lesMasters 1000
| Année | Indian Wells              | Miami               | Monte-Carlo               | Rome                | Hambourg                  | Canada            | Cincinnati              | Stockholm puis Essen puis Stuttgart | Paris                  |
| ----- | ------------------------- | ------------------- | ------------------------- | ------------------- | ------------------------- | ----------------- | ----------------------- | ----------------------------------- | ---------------------- |
| 1992  | —                         | —                   | —                         | —                   | 2e tour F. Clavet         | —                 | —                       | —                                   | —                      |
| 1993  | —                         | —                   | —                         | —                   | —                         | —                 | —                       | —                                   | —                      |
| 1994  | 1er tour C. Costa         | 3e tour M. Chang    | 1/8 de finale S. Bruguera | 2e tour M. Stich    | 1er tour M. Larsson       | —                 | —                       | —                                   | —                      |
| 1995  | 1/8 de finale S. Edberg   | 3e tour J. Yzaga    | 1/8 de finale T. Muster   | 1er tour Washington | 2e tour O. Gross          | —                 | 1/8 de finale A. Agassi | 1er tour A. Volkov                  | —                      |
| 1996  | 1er tour T. Woodbridge    | —                   | 1er tour A. Medvedev      | 2e tour T. Martin   | 2e tour M. Larsson        | 2e tour P. Rafter | —                       | 2e tour A. Agassi                   | 1/8 de finale P. Korda |
| 1997  | 1/4 de finale J. Björkman | 2e tour S. Lareau   | 2e tour E. Benfele        | 1/2 finale M. Ríos  | 1/4 de finale T. Haas     | —                 | —                       | 1er tour T. Enqvist                 | 1er tour N. Escudé     |
| 1998  | 1er tour S. Doseděl       | 2e tour T. Martin   | 1/2 finale C. Pioline     | 1/2 finale A. Costa | 1/8 de finale F. Mantilla | —                 | 1er tour J. Tarango     | —                                   | —                      |
| 1999  | 1er tour G. Ivanišević    | 2e tour J. A. Marín | 1er tour A. Di Pasquale   | 2e tour A. Agassi   | 1/8 de finale T. Haas     | —                 | —                       | —                                   | —                      |
| 2000  | —                         | 1er tour W. Black   | 1er tour À. Corretja      | —                   | —                         | —                 | —                       | —                                   | —                      |

N.B. : sous le résultat se trouve le nom de l’ultime adversaire.